# Renne Dang
Renne Dang (* 24. února 1995, Rychnov nad Kněžnou), vlastním jménem René Dang, je český rapper, textař a zpěvák vietnamského původu.
Je držitelem zlaté desky za své debutové sólo album CON LAI a platinové za své třetí album DANG. Dvakrát platinovou desku získal za své druhé sólové album THÁI.
V roce 2025 se zúčastnil reality show Survivor Česko & Slovensko IV.

## Osobní život aspolečenská činnost
Narodil se v Rychnově nad Kněžnou, kde vyrůstal na sídlišti se svou českou matkou.
Po úspěšném dokončení střední školy se kvůli studiu na vysoké škole a kariéře přestěhoval do Prahy, kde žije dodnes. Úmrtí otce v dětství přispělo k hledání jeho původu a identity, kterému se věnuje nejen ve své hudební tvorbě. Toto téma zpracoval také jako řečník na TEDxPragueYouth, kde přednášel na začátku roku 2024.
Renne Dang se také setkal s duševními výzvami, které vedly k sebepoškozování. Ve svém otevřeném prohlášení, které zveřejnil v rámci kampaně pro Národní ústav duševního zdraví, se snažil překonat stigma a tabu, které obklopuje mužské duševní zdraví, a vyzývá své fanoušky, aby mluvili o svých problémech a hledali podporu.

## Hudební kariéra

### Začátky
První oficiální nahrávkou bylo rapové demo Nevydržim držet hubu (2009), které vydal ve 14 letech. Frustrované texty dospívajícího Danga pokračovaly další amatérskou nahrávkou Sám (2011) až po Zmrdlife mixtape z roku 2012. Na mixtape navázal v roce 2014 menším EP s názvem „Zmrdlife 2“. Pod značkou Zmrdlife, kterou společně s přáteli vymyslel, poté začal vydávat i kolekci oblečení. V roce 2014 ho oslovil label Blakkwood Records a stal se jeho součástí.
V roce 2015 vydal společně s Viktorem Sheenem společné album Projekt Asia, které bylo kritikou i fanoušky velmi dobře přijato. S producentem Cehou později ve stejném roce natočili alternativní EP s názvem „Danggkidd“, kde Renne předvedl, že nepatří jen a pouze pod škatulku Hip-Hop. Danggkidd obsahoval nově i zpívané polohy a citlivá témata.
V roce 2016 se Renne Dang objevil jako host na albu DJ Wiche s názvem Veni, Vidi, Wich, kde zanechal skladbu s názvem „Zvedám strop“.

### Debutové sólo album CON LAI (2017)
Během roku 2016 pracoval na své debutové sólové desce CON LAI, což ve vietnamském překladu znamená míšenec, odkazující na původ jeho otce. Album vyšlo 30. dubna 2017 a bylo certifikováno zlatou deskou dle kritérií IFPI dva roky po vydání.
Po vydání alba CON LAI odehrál celorepublikovou tour, která čítala několik desítek zastávek. V roce 2018 ohlásil vydání EP „Zmrdlife 3“, se kterým se rozhodl navázat na své předchozí projekty. Tento menší projekt Zmrdlife 3 vyšel 3. března 2018 a hudebně jej produkoval Renneho dlouholetý DJ a dvorní producent Leryk.[zdroj?]

### Album THÁI (2019)
V roce 2019 vydal druhé velké sólové album s názvem THÁI. Na albu se objevili hosté jako Ben Cristovao, Rest, DJ Wich, Paulie Garand nebo slovenský Momo. Album dostalo zlaté ocenění již v předprodeji a později se stalo platinovým. Primárně díky singlu „Kytky z pumpy“, který zaznamenal výraznější úspěch.
V roce 2020 odehrál téměř celé turné k albu THÁI. Některé ze zastávek byly zrušeny vlivem koronavirové pandemie. Téhož roku vytvořil titulní soundtrack s názvem Smečka ke stejnojmennému českému filmu a vystoupil na Cenách České hudební akademie Anděl společně s Klárou Vytiskovou a Albertem Černým.

### Završení trilogie salbemDANG(2021)
Jeho třetí sólové album s názvem DANG vyšlo 28. listopadu 2021. V závěru osobní trilogie reflektuje vlastní život a úspěchy. Význačný singl Pouto zaznamenal velký úspěch zejména kvůli svému videoklipu laděnému v československém retro stylu. Na albu se objevili mj. hosté Michajlov, MC Gey, Kato nebo třeba Mirai. Se zmiňovaným Katem parafrázovali v nahrávce „VODA“ refrén skladby „Vodopády“ kapely Chaozz. V následujícím roce se album stalo zlatým a dočkalo se rozšíření v podobě Deluxe edice, která obsahuje tři nové skladby. Na jedné z nich hostuje například rapper Indy nebo Maniak. Album DANG (Deluxe) vyšlo krom digitální distribuce také na 3LP vinylech v limitovaném množství. Za zmínku stojí i několik live sessions, které vyšly na Deluxe verzi alba a kde můžeme slyšet již vydané skladby v nových verzích doplněné o Renneho živou kapelu.
Koncem roku 2022 vydal společně s rappery Refewem a Koukrem menší projekt s názvem Generace Panel, který konceptem zahrnoval pouliční témata a striktnější formu projevu. Jednoznačně autentický opis dospívání tří jedinců v různých, přesto mnohdy podobných podmínkách.

### AlbumNavzdory(2023)
V květnu 2023 vyšlo album s názvem Navzdory. Mezi několika hosty se objevil i člen slovenské skupiny Kontrafakt - Rytmus. Dále na albu hostují Idea, KOJO nebo slovenský Alan Murin.
Přestože může být Navzdory méně experimentální ve srovnání s dřívějšími alby, jeho různorodost je nezpochybnitelná. Renne Dang se na něm stále vypořádává s výzvami, které přináší dospělý život, a nejen s tím, jak být veřejně uznávanou osobou, ale také s tlakem zůstat skromným.
Album se v prosinci téhož roku dostalo rozšíření v podobě Deluxe verze, která obsahuje čtyři nové live verze již vydaných skladeb a tři nové remixy od nových hostů mezi kterými je DJ Wich, MATAMAR, Totally Nothin a Ceha. Deluxe edice vyšla krom digitální distribuce i na 2LP vinylu.

### poslední léto (2023)
V srpnu 2023 vychází EP poslední léto, ve kterém Dang opouští svou komfortní rapovou zónu. Renne Dang se v EP poslední léto posouvá směrem ke kytarovým žánrům a alternativní emo tvorbě.

### problémy v ráji (2024)
Renne Dang svým novým počinem "problémy v ráji" volně navazuje na EP poslední léto, kterým oznámil svůj nový hudební směr. Novinkou dokazuje svůj žánrový přesah. Desku doprovází také videoklip ke stejnojmennému singlu, který je osobní zpovědí.
Deska "problémy v ráji" je velmi pestrá a obsahuje celkem 12 tracků, které mísí různé žánry od popu přes rap až po punk-rock. Na albu se objevují hosté jako zpěvačka Annabelle, zpěvák Sebastian a rappeři Totally Nothin a IAM Oskar. Hudebně se na něm podílel kromě Renneho také producent Ceha, díky němuž album dostalo další rozměr a kompaktnost. Problémy v ráji vychází z osobních prožitků samotného autora a jsou jeho niterní výpovědí.

## Diskografie

#### Nevydržim držet hubu mixtape (demo; 2009)
| 1  | Intro                                        |
| 2  | Seru Na Tvůj Hate                            |
| 3  | Styl                                         |
| 4  | Peklo                                        |
| 5  | Část Mýho Života                             |
| 6  | Rudej Xicht (Skit)                           |
| 7  | Vítězství                                    |
| 8  | Nevydržim Držet Hubu                         |
| 9  | Lepší Zítřek Featuring – Maměn               |
| 10 | Nová ČeskoSlovenská Vlna Featuring – De.pres |
| 11 | Outro                                        |

#### Sám (demo; 2011)
| 1 | Panelové Příběhy       |
| 2 | Mladá Krev             |
| 3 | Systém                 |
| 4 | Sám                    |
| 5 | Nikdy To Neskončí      |
| 6 | Jednou Příjde Ten Den  |
| 7 | To Všechno Jsem Jen Já |
| 8 | Važ Si Toho Co Máš     |
| 9 | Můj Pohled             |

#### Zmrdlife (EP; 2012)
| 1  | Pro Co Srdce Tepe                                                 |
| 2  | A Kluci Hrajou                                                    |
| 3  | Coura                                                             |
| 4  | Nemám Prachy                                                      |
| 5  | Nad Věcí Featuring – Maměn                                        |
| 6  | Dej Mi Víc Své Lásky                                              |
| 7  | Zmrdlife                                                          |
| 8  | Za Peníze Flow Nekoupíš                                           |
| 9  | Rychlý Šípy                                                       |
| 10 | No A Co Producer – Maměn                                          |
| 11 | Rychlý Šípy (Orpax Remix)                                         |
| 12 | Just Say It Featuring – Maměn, Radikal, Viet_RSG Producer – Maměn |
| 13 | Máma Mi Říkala, Že Můžu Featuring – HZM Producer – Maměn          |

#### Zmrdlife 2 (EP; 2014)
| 1 | Princezna Producer – SPAS                |
| 2 | No A Co Part 2 Producer – M.A.D. Beats   |
| 3 | Trend Producer – M.A.D. Beats            |
| 4 | Stojim Na Balkóně Producer – VitaliMusic |
| 5 | 99P (Bonus)                              |

#### Viktor Sheen & Renne Dang – Projekt Asia (album; 2015)
| 1  | Intro                                      | 2:45 |
| 2  | Prach                                      | 2:28 |
| 3  | Žijem Zejtra                               | 3:15 |
| 4  | Champagne Kisses Featuring – Jimmy Dickson | 4:46 |
| 5  | Stereotyp                                  | 3:29 |
| 6  | Raz Dva                                    | 3:05 |
| 7  | Dítě Featuring – Amco, Leryk, Myles Weaver | 3:51 |
| 8  | Darth Vader Featuring – L.D.               | 4:42 |
| 9  | Skit                                       | 1:41 |
| 10 | Mladí A Opilí                              | 4:27 |
| 11 | Rave                                       | 3:27 |
| 12 | Hloub                                      | 3:51 |
| 13 | Instantní Čubky 2 Featuring – Schyzo       | 4:05 |
| 14 | Dál Featuring – Fosco Alma                 | 4:32 |
| 15 | Blakklist Featuring – 1210 Symphony        | 2:55 |
| 16 | Každej Den                                 | 3:13 |

#### Renne Dang & Ceha – Danggkidd (EP; 2015)
| 1  | Záznam 1      | 0:19 |
| 2  | Lena          | 3:24 |
| 3  | Záznam 2      | 0:21 |
| 4  | Stix          | 4:04 |
| 5  | Záznam 3      | 0:39 |
| 6  | Eliza Graves  | 4:22 |
| 7  | Záznam 4      | 0:30 |
| 8  | 5 ráno        | 3:04 |
| 9  | Záznam 5      | 0:32 |
| 10 | Yoko Ono Love | 3:33 |
| 11 | Lena 80's     | 3:26 |

#### CON LAI (album; 2017)
| 1  | Intro                                 |
| 2  | Con Lai                               |
| 3  | Schody                                |
| 4  | Revival                               |
| 5  | Yin Yang Featuring – MAAT             |
| 6  | Nepochopen Featuring – Viktor Sheen   |
| 7  | Votáčet                               |
| 8  | Píšu Ti                               |
| 9  | Cvak                                  |
| 10 | Skit                                  |
| 11 | Máma                                  |
| 12 | Napřed Snům                           |
| 13 | Vaše Děti Featuring – Protiva, Schyzo |
| 14 | Priority                              |
| 15 | Očista                                |
| 16 | Sharingan Featuring – Jickson         |
| 17 | S Ex Featuring – Calin                |
| 18 | Chápeš Featuring – Majself, Strapo    |
| 19 | Jednou                                |

#### Zmrdlife 3 (EP; 2018)
| 1 | Intro       |
| 2 | Vendetta    |
| 3 | Paranoia    |
| 4 | Jeden drink |
| 5 | 28M2        |
| 6 | Haló        |
| 7 | Radši Sám   |
| 8 | No a co 3   |
| 9 | Mám Strach  |

#### THÁI (album; 2019)
| 1  | 1995                               |
| 2  | Čas na změnu                       |
| 3  | Neboj se                           |
| 4  | O trochu líp Featuring – Rest      |
| 5  | Smích a pláč Featuring – Momo      |
| 6  | Bída                               |
| 7  | Ramena                             |
| 8  | Cesty Featuring – Paulie Garand    |
| 9  | Kytky z pumpy                      |
| 10 | Další cíl                          |
| 11 | Špatný dny                         |
| 12 | Táta                               |
| 13 | OFF Featuring – Radikal Chef       |
| 14 | Kudy jít Featuring – Ben Cristovao |
| 15 | NASA                               |
| 16 | Řetězy                             |
| 17 | Extra                              |
| 18 | Najednou                           |

#### DANG (album; 2021)
| 1  | Ctnost                                |
| 2  | Ruličky a štosy                       |
| 3  | Grázl                                 |
| 4  | Lepší Já Featuring – Tubs             |
| 5  | Na duši mír                           |
| 6  | Průměr                                |
| 7  | Nálady a výkyvy Featuring – Michajlov |
| 8  | Lidství Featuring – Mc Gey            |
| 9  | Pouto                                 |
| 10 | Voda Featuring – Kato, Václav Rouček  |
| 11 | Vlastní stín                          |
| 12 | Rozhovory s bohem                     |
| 13 | Za mnou hoří svět                     |
| 14 | Dang                                  |
| 15 | Mayday Featuring – Mirai              |
| 16 | Reykjavík                             |
| 17 | Ozvěny Featuring – Momo, Ronie        |

#### Koukr, Refew, Renne Dang - Generace Panel (EP; 2022)
| 1 | Startup                                      |
| 2 | Generace panel                               |
| 3 | Hochu Featuring – DJ Chocolatic, DJ Diskotek |
| 4 | Hollywood                                    |
| 5 | Plán A                                       |

#### Navzdory (album; 2023)
| 1  | Jizvy                         |
| 2  | Amen Featuring – Rytmus       |
| 3  | Útěcha i útěk                 |
| 4  | Rozednívá se                  |
| 5  | Záplata Featuring – KOJO      |
| 6  | Komfort                       |
| 7  | Gas Gas                       |
| 8  | Prší štěstí                   |
| 9  | Nebesa Featuring – Alan Murin |
| 10 | Chybí vzor                    |
| 11 | Systém                        |
| 12 | Krysí závod Featuring – Idea  |
| 13 | Padá hvězda                   |

#### poslední léto (EP; 2023)
| 1 | slzy v dešti                 |
| 2 | demižon (skit)               |
| 3 | happy face :)                |
| 4 | všechno nejlepší (skit)      |
| 5 | nesnáším to, že musím zemřít |
| 6 | je čas kámo jít ven (skit)   |
| 7 | jedna noc, jeden sex         |

#### problémy v ráji (album; 2024)
| 1  | problémy v ráji                              |
| 2  | pondělní deprese                             |
| 3  | celou noc Featuring – Annabelle              |
| 4  | nevěřím v letní lásky                        |
| 5  | best day of my life                          |
| 6  | nehledá lásku                                |
| 7  | perseidy                                     |
| 8  | dvakrát prostředník                          |
| 9  | budeš tam se mnou?                           |
| 10 | kometa Featuring – Totally Nothin, IAM Oskar |
| 11 | příště Featuring – Sebastian                 |
| 12 | SOS                                          |